# Circonscription de Canberra
La circonscription de Canberra est une circonscription électorale australienne au sud du Territoire de la capitale australienne. Elle porte le nom de la capitale fédérale.  Sa superficie est de 1921 km².
Elle a été créée en 1974 et comprend les arrondissements de Tuggeranong, Weston Creek et Woden Valley ainsi que toute la partie du territoire située au sud de la rivière Molonglo et du lac Burley Griffin. 
Pendant la plus grande partie de son histoire, elle a été un siège assez sûr pour le Parti travailliste même si elle a été remportée trois fois par le Parti libéral.

## Représentants
| Nom            | Parti        | Période de mandat |
| -------------- | ------------ | ----------------- |
| Keppel Enderby | Travailliste | 1974-1975         |
| John Haslem    | Libéral      | 1975–1980         |
| Ros Kelly      | Travailliste | 1980-1995         |
| Brendan Smyth  | Libéral      | 1995–1996         |
| Bob McMullan   | Travailliste | 1996-1998         |
| Annette Ellis  | Travailliste | 1998-2010         |
| Gai Brodtmann  | Travailliste | 2010-2019         |
| Alicia Payne   | Travailliste | 2019-en cours     |

## Résultats des élections
| Parti                                        | Parti                        | Candidat                     | Voix   | %     | ±      |
| -------------------------------------------- | ---------------------------- | ---------------------------- | ------ | ----- | ------ |
|                                              | Travailliste                 | Alicia Payne (en)            | 41 435 | 44,88 | +4,38  |
|                                              | Verts                        | Tim Hollo                    | 22 795 | 24,69 | +1,38  |
|                                              | Libéral                      | Slade Minson                 | 20 102 | 21,77 | −6,08  |
|                                              | Indépendant                  | Tim Bohm                     | 4 772  | 5,17  | +0,47  |
|                                              | UAP                          | Catherine Smith              | 1 687  | 1,83  | +0,25  |
|                                              | Une nation                   | James Miles                  | 1 531  | 1,66  | +1,66  |
| Total des suffrages exprimés                 | Total des suffrages exprimés | Total des suffrages exprimés | 92 322 | 98,23 | +0,39  |
| Votes nuls                                   | Votes nuls                   | Votes nuls                   | 1 668  | 1,77  | −0,39  |
| Participation                                | Participation                | Participation                | 93 990 | 92,08 | −0,54  |
| Résultat de préférence bipartite (notionnel) |                              |                              |        |       |        |
|                                              | Travailliste                 | Alicia Payne (en)            | 66 898 | 72,46 | +5,38  |
|                                              | Libéral                      | Slade Minson                 | 25 424 | 27,54 | −5,38  |
| Résultat de préférence bicandidat            |                              |                              |        |       |        |
|                                              | Travailliste                 | Alicia Payne (en)            | 57 421 | 62,20 | −4,89  |
|                                              | Verts                        | Tim Hollo                    | 34 901 | 37,80 | +37,80 |
|                                              | Travailliste retenir         | Travailliste retenir         | Swing  | –4,89 |        |